# Бывшие посёлки городского типа Свердловской области
Бывшие посёлки городского типа Свердловской области — посёлки городского типа (рабочие и дачные), потерявшие этот статус в связи с административно-территориальными преобразованиями.

## А
- Алтынай — пгт с 1943 года. Преобразован в сельский населённый пункт в 1991 году.
- Арамиль — пгт с 1938 года. Преобразован в город в 1966 году.
- Арбатский — пгт с 1940 года. Упразднён в 1969 году.
- Артёмовский — пгт с 1928 года. Преобразован в город в 1938 году.
- Асбест — пгт с 1928 года. Преобразован в город в 1933 году.
- Асбестовский — пгт с 1941 года. Преобразован в сельский населённый пункт в 2004 году.
- Аять — пгт с 1944 года. Преобразован в сельский населённый пункт в 2004 году.

## Б
- Байкалово — пгт с 1972 года. Преобразован в сельский населённый пункт в 1991 году.
- Баранчинский — пгт с 1928 года. Преобразован в сельский населённый пункт в 2004 году.
- Басьяновский — пгт с 1938 года. Преобразован в сельский населённый пункт в 2004 году.
- Белоречка — пгт с 1935 года. Преобразован в сельский населённый пункт в 2004 году.
- Берёзовский — пгт с 1928 года. Преобразован в город в 1938 году.
- Билимбай — пгт с 1929 года. Преобразован в сельский населённый пункт в 2004 году.
- Бобровский — пгт с 1958 года. Преобразован в сельский населённый пункт в 2004 году.
- Богданович — пгт с 1935 года. Преобразован в город в 1947 году.
- Богословский — пгт с 1928 года. Преобразован в город Карпинск в 1941 году.
- Большой Исток — пгт с 1943 года. Преобразован в сельский населённый пункт в 2004 году.
- Буланаш — пгт с 1949 года. Преобразован в сельский населённый пункт в 2004 году.

## В
- Валериановск — пгт с 1933 года. Преобразован в сельский населённый пункт в 2004 году.
- Верхний Тагил — пгт с 1929 года. Преобразован в город в 1966 году.
- Верхняя Салда — пгт с 1929 года. Преобразован в город в 1938 году.
- Верхняя Сысерть — пгт с 1950 года. Преобразован в сельский населённый пункт в 2004 году.
- Верхняя Тура — пгт с 1928 года. Преобразован в город в 1941 году.
- Верхотурье — пгт с 1938 года. Преобразован в город в 1947 году.
- Веселовка — пгт с 1949 года. Преобразован в сельский населённый пункт в 2004 году.
- Висим — пгт с 1933 года. Преобразован в сельский населённый пункт в 2004 году.
- Висимо-Уткинск — пгт с 1945 года. Преобразован в сельский населённый пункт в 2004 году.
- Волчанка — преобразован в город Волчанск в 1956 году[1].
- Воронцовка — пгт с 1947 года. Преобразован в сельский населённый пункт в 2004 году.
- Восточный — пгт с 1957 года. Преобразован в сельский населённый пункт в 2004 году.

## Г
- Глубокая — рабочий посёлок Маломальск с 1933 г. Преобразован в сельский населённый пункт в 1976 году.

## Д
- Двуреченск — пгт с 1957 года. Преобразован в сельский населённый пункт в 2004 году.
- Дегтярка — пгт с 1932 года. Преобразован в город Дегтярск в 1954 году.

## Е
- Ертарский — пгт с 1940 года. Преобразован в сельский населённый пункт в 2004 году.

## Ё
- Ёлкино — пгт с 1961 года. Преобразован в сельский населённый пункт в 2018 году[2].

## З
- Заводоуспенское — пгт с 1941 года. Преобразован в сельский населённый пункт в 2004 году.
- Зайково — пгт с 1974 года. Преобразован в сельский населённый пункт в 2004 году.
- Заречный — пгт с 1957 года. Преобразован в город в 1992 году.
- Зыряновский — пгт с 1941 года. Преобразован в сельский населённый пункт в 2004 году.
- Зюзельский — пгт с 1938 года. Преобразован в сельский населённый пункт в 2004 году.

## И
- Изумруд — пгт с 1933 года. Преобразован в сельский населённый пункт в 2004 году.
- Ис — пгт с 1933 года. Преобразован в сельский населённый пункт в 2004 году.
- Исеть — пгт с 1957 года. Преобразован в сельский населённый пункт в 2004 году.

## К
- Калата — пгт с 1928 года. Преобразован в город в 1932 году.
- Калиново — пгт с 1944 года. Преобразован в сельский населённый пункт в 2004 году.
- Калья — пгт с 1947 года. Преобразован в сельский населённый пункт в 2004 году.
- Каменск-Уральский — пгт с 1926 года. Преобразован в город в 1935 году.
- Карпунинский — пгт с 1957 года. Преобразован в сельский населённый пункт в 2004 году.
- Карпушиха — пгт с 1935 года. Преобразован в сельский населённый пункт в 2004 году.
- Качканар — пгт с 1959 года. Преобразован в город в 1968 году.
- Кедровка — пгт с 1997 года. Преобразован в сельский населённый пункт в 2004 году.
- Кедровое — пгт с 1950 года. Преобразован в сельский населённый пункт в 2004 году.
- Ключевск — пгт с 1933 года. Преобразован в сельский населённый пункт в 2004 году.
- Кольцово — пгт с 1949 года. Упразднён в 2004 году, включен в состав города Екатеринбурга.
- Косья — пгт с 1933 года. Преобразован в сельский населённый пункт в 2004 году.
- Красногвардейский — пгт с 1938 года. Преобразован в сельский населённый пункт в 2004 году.
- Красноуральск — пгт с 1931 года. Преобразован в город в 1932 году.
- Кузино — пгт с 1928 года. Преобразован в сельский населённый пункт в 2004 году.
- Кытлым — пгт с 1933 года. Преобразован в сельский населённый пункт в 2004 году.

## Л
- Левиха — пгт с 1935 года. Преобразован в сельский населённый пункт в 2004 году.
- Лобва — пгт с 1928 года. Преобразован в сельский населённый пункт в 2004 году.
- Лосиный — пгт с 1942 года. Преобразован в сельский населённый пункт в 2004 году.
- Луговской — пгт с 1963 года. Преобразован в сельский населённый пункт в 2004 году.

## М
- Марсяты — пгт с 1944 года. Преобразован в сельский населённый пункт в 1998 году.
- Маслово — пгт с 1943 года. Преобразован в сельский населённый пункт в 1999 году.
- Михайловский — пгт с 1941 года. Преобразован в город Михайловск в 1961 году.
- Монетный — пгт с 1934 года. Преобразован в сельский населённый пункт в 2004 году.

## Н
- Нейво-Рудянка — пгт с 1928 года. Преобразован в сельский населённый пункт в 2004 году.
- Нейво-Шайтанский — пгт с 1929 года. Преобразован в сельский населённый пункт в 2004 году.
- Нижне-Исетский — пгт с 1928 года. Включён в черту города Свердловск в 1933 году.
- Нижние Серги — пгт с 1928 года. Преобразован в город в 1943 году.
- Нижне-Салдинский — пгт с 1926 года. Преобразован в город Нижняя Салда в 1938 году.
- Нижняя Тура — пгт с 1929 года. Преобразован в город в 1949 году.
- Новая Ляля — пгт с 1928 года. Преобразован в город в 1938 году.
- Новоасбест — пгт с 1933 года. Преобразован в сельский населённый пункт в 2004 году.
- Новоуткинск — пгт с 1933 года. Преобразован в сельский населённый пункт в 2004 году.

## О
- Озёрный — пгт с 1952 года. Преобразован в сельский населённый пункт в 1999 году.
- Октябрьский — пгт с 1943 года. Преобразован в сельский населённый пункт в 2004 году.
- Оус — пгт с 1962 года. Преобразован в сельский населённый пункт в 2004 году.

## П
- Павда — пгт с 1948 года. Преобразован в сельский населённый пункт в 2004 году.
- Первоуральск — пгт с 1928 года. Преобразован в город в 1933 году.
- Петропавловский — пгт с 1938 года. Преобразован в город Североуральск в 1944 году.
- Покровск-Уральский — пгт с 1947 года. Преобразован в сельский населённый пункт в 2004 году.
- Полевской — пгт с 1928 года. Преобразован в город в 1942 году.
- Полуночное — пгт с 1943 года. Преобразован в сельский населённый пункт в 2004 году.
- Привокзальный — пгт с 1940 года. Преобразован в сельский населённый пункт в 2004 году.
- Пышма — пгт с 1934 года. Преобразован в город Верхняя Пышма в 1946 году.

## Р
- Ревда — пгт с 1929 года. Преобразован в город в 1935 году.
- Реж — пгт с 1933 года. Преобразован в город в 1943 году.
- Рудничный — пгт с 1933 года. Преобразован в сельский населённый пункт в 2004 году.

## С
- Сарана — пгт с 1933 года. Преобразован в сельский населённый пункт в 2004 году.
- Сарапулка — пгт с 1947 года. Преобразован в сельский населённый пункт в 2004 году.
- Северка — пгт с 1966 года. Преобразован в сельский населённый пункт в 2004 году.
- Северный — пгт с 1958 года. Преобразован в сельский населённый пункт в 2004 году.
- Северский — пгт с 1928 года. Включён в состав города Полевской в 1942 году.
- Синегорский — пгт с 1963 года. Преобразован в сельский населённый пункт в 2004 году.
- Среднеуральск — пгт с 1933 года. Преобразован в город в 1966 году.
- Старопышминск — пгт с 1943 года. Преобразован в сельский населённый пункт в 2004 году.
- Сухой Лог — пгт с 1932 года. Преобразован в город в 1943 году.
- Сысерть — пгт с 1928 года. Преобразован в город в 1946 году.

## Т
- Таватуй — пгт с 1971 года. Преобразован в сельский населённый пункт в 2004 году.
- Тавда — пгт с 1928 года. Преобразован в город в 1937 году.
- Талица — пгт с 1933 года. Преобразован в город в 1942 году.
- Третий Северный — пгт с 1989 года. Преобразован в сельский населённый пункт в 2004 году.
- Троицкий — пгт с 1928 года. Преобразован в сельский населённый пункт в 2004 году.
- Турьинский — пгт с 1928 года. Преобразован в город Краснотурьинск в 1944 году.

## У
- Угольный — пгт с 1928 года. Преобразован в город Карпинск в 1941 году.
- Уктус — пгт с 1928 года. Включён в черту города Свердловск в 1933 году.
- Уралец — пгт с 1933 года. Преобразован в сельский населённый пункт в 2004 году.
- Уфимский — пгт с 1964 года. Преобразован в сельский населённый пункт в 2004 году.

## Ц
- Цементный — пгт с 1935 года. Преобразован в сельский населённый пункт в 2004 году.

## Ч
- Черёмухово — пгт с 1947 года. Преобразован в сельский населённый пункт в 2004 году.
- Черноисточинск — пгт с 1933 года. Преобразован в сельский населённый пункт в 2004 году.

## Ш
- Шабровский — пгт с 1940 года. Преобразован в сельский населённый пункт в 2004 году.
- Шамары — пгт с 1945 года. Преобразован в сельский населённый пункт в 2004 году.
- Широкая Речка — пгт с 1949 года. Упразднён в 2004 году, включен в состав города Екатеринбурга.

## Ю
- Юшала — пгт с 1958 года. Преобразован в сельский населённый пункт в 2004 году.